# Морская игуана
Морска́я игуа́на, или галапагосская морская игуана, или морская ящерица (лат. Amblyrhynchus cristatus) — игуана, обитающая исключительно на Галапагосских островах. Имеет уникальную среди современных ящериц способность проводить большую часть времени в море. Это огромные, до 1,5 м в длину ящеры. Окрас может разниться: встречаются серые, практически чёрные, зелёно-бурые или коричнево-бурые особи. Самцы обычно более яркие, чем самки. Их буро-зелёный окрас часто на солнце кажется красно-зелёным.

## Образ жизни
На берегу ящерица греется на солнце, удерживаясь на камнях с помощью мощных когтей. Чёрная окраска помогает согреться. Излишек соли, проглоченный с пищей, выводится с помощью специальных желёз через ноздри.

### Питание
Морские игуаны питаются преимущественно водорослями в приливно-отливной зоне, скусывая их с камней. Больше всего они любят красные водоросли.

### Плавание
Морские игуаны плавают, волнообразно изгибая тело в горизонтальной плоскости. Нырять предпочитают во время отлива, когда вода максимально прогрета солнцем. Молодые особи держатся на мелководье. Взрослые особи отплывают от берега. Самцы отплывают от берега дальше, чем самки. Под водой игуаны умеют задерживать дыхание на 1 час. Кровь во время плавания для экономии кислорода поступает только к жизненно важным органам.
Кроме поисков пищи, ящерица может нырять, чтобы спастись от хищников или охладиться в жару.

### Размножение
В брачный сезон на самце появляются красные пятна. Пигменты для этого ящерицы получают с пищей. Соперники борются, бодаясь головами. Самка откладывает яйца в нору в песке или вулканическом пепле по меньшей мере в 300 м от берега, несколько дней охраняет кладку, а затем оставляет её. Период инкубации составляет около 95 дней.

## Распространение
Морские игуаны живут только на Галапагосских островах у берегов Южной Америки. Морская игуана встречается на всех островах архипелага, преимущественно на скалистых берегах, солёных болотах и мангровых зарослях.

## Враги
Интродуцированные хищники, от которых игуаны практически не имеют защиты, включают таких животных, как свиньи, собаки, кошки и крысы. Собаки могут нападать на взрослых морских игуан, в то время как другие могут питаться их молодыми особями или яйцами. Это угнетает размножение и выживаемость вида. Среди немногих естественных хищников — галапагосские канюки Buteo galapagoensis, болотные совы Asio flammeus, лавовые чайки Leucophaeus fuliginosus, цапли и змеи Pseudalsophis biserialis, которые могут ловить небольших морских игуан. Из местных хищников канюк, вероятно, является наиболее важным, но морские игуаны имеют стратегии антихищнического поведения, которые уменьшают его влияние. Предполагается, что крупные акулы могут представлять опасность для игуан, кормящихся в море. Однако, за 20 лет наблюдений не было зафиксировано ни одного случая успешного хищничества акул по отношению к игуанам. Иногда галапагосские морские львы могут случайно давить морских игуан или играть с ними до полного изнеможения и гибели последних. 

## Морские игуаны на Галапагосских островах

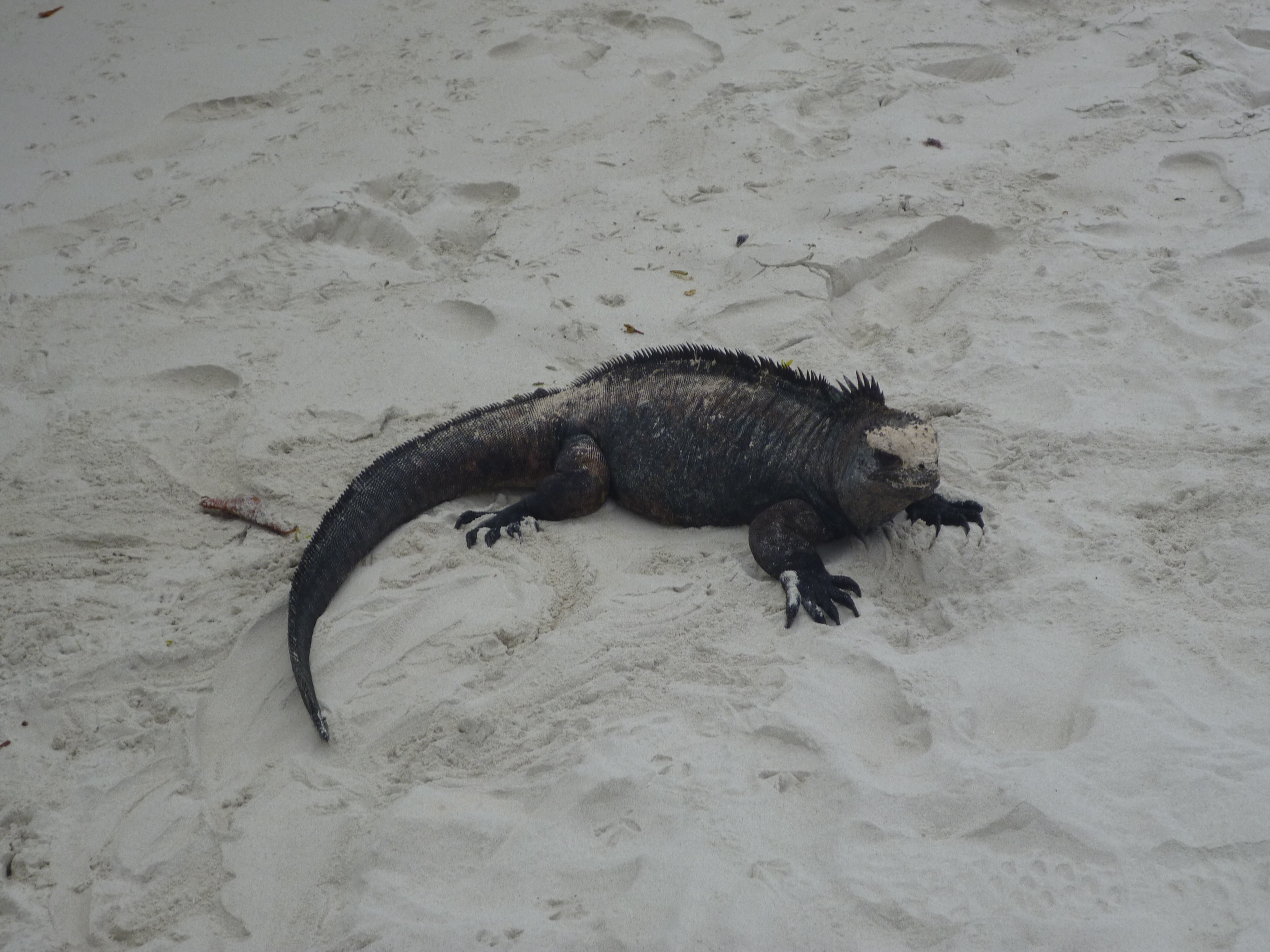
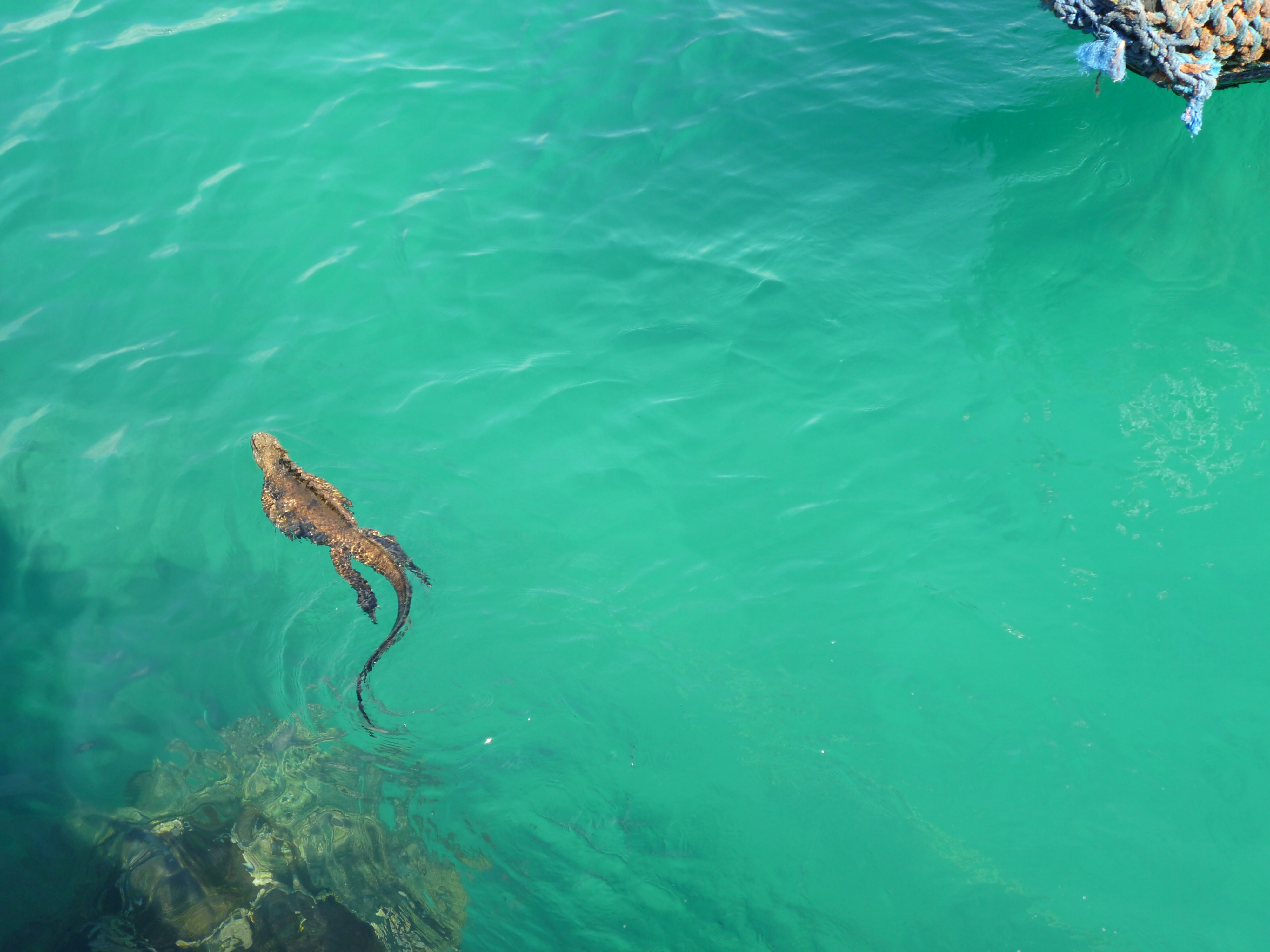
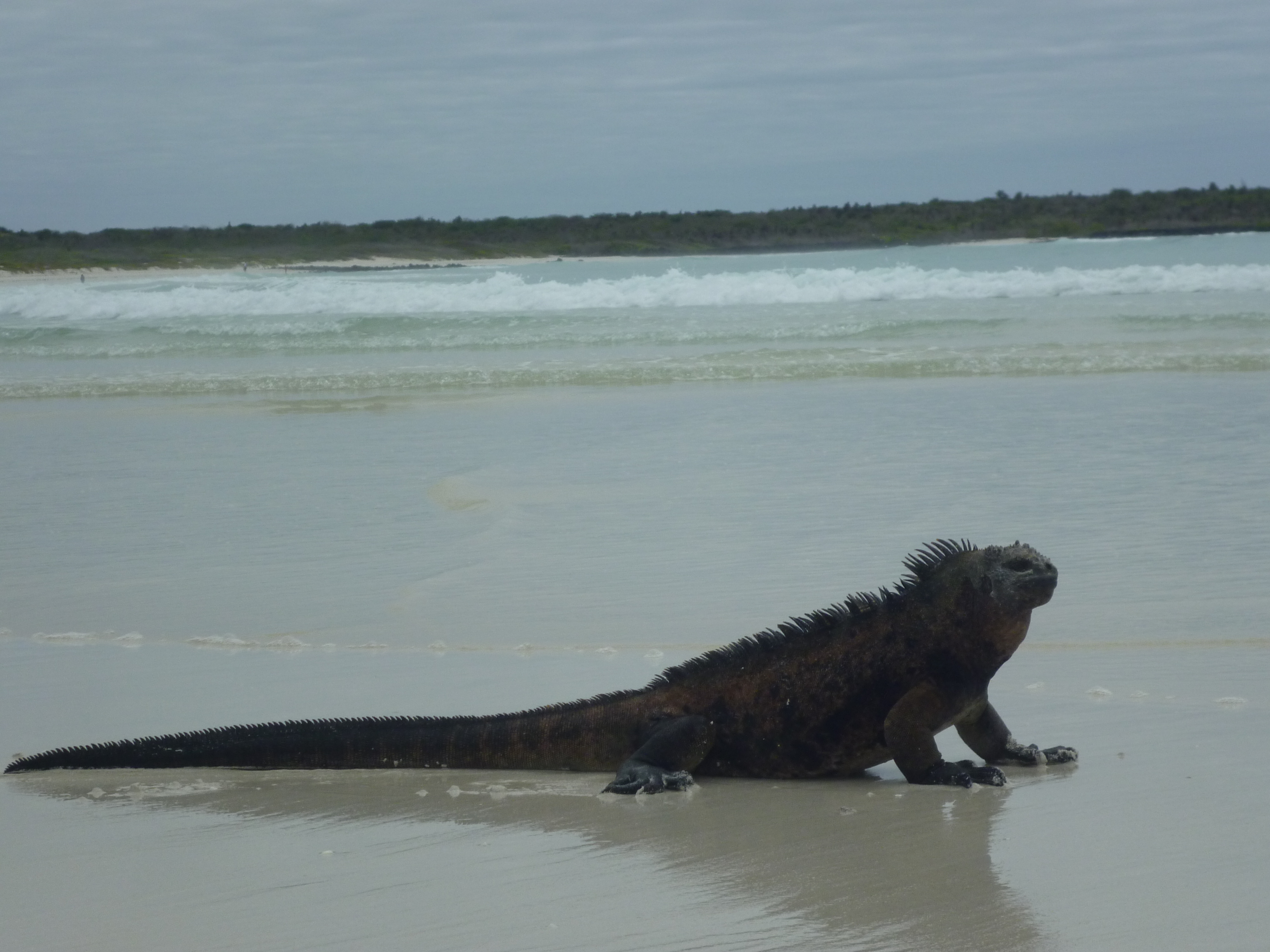
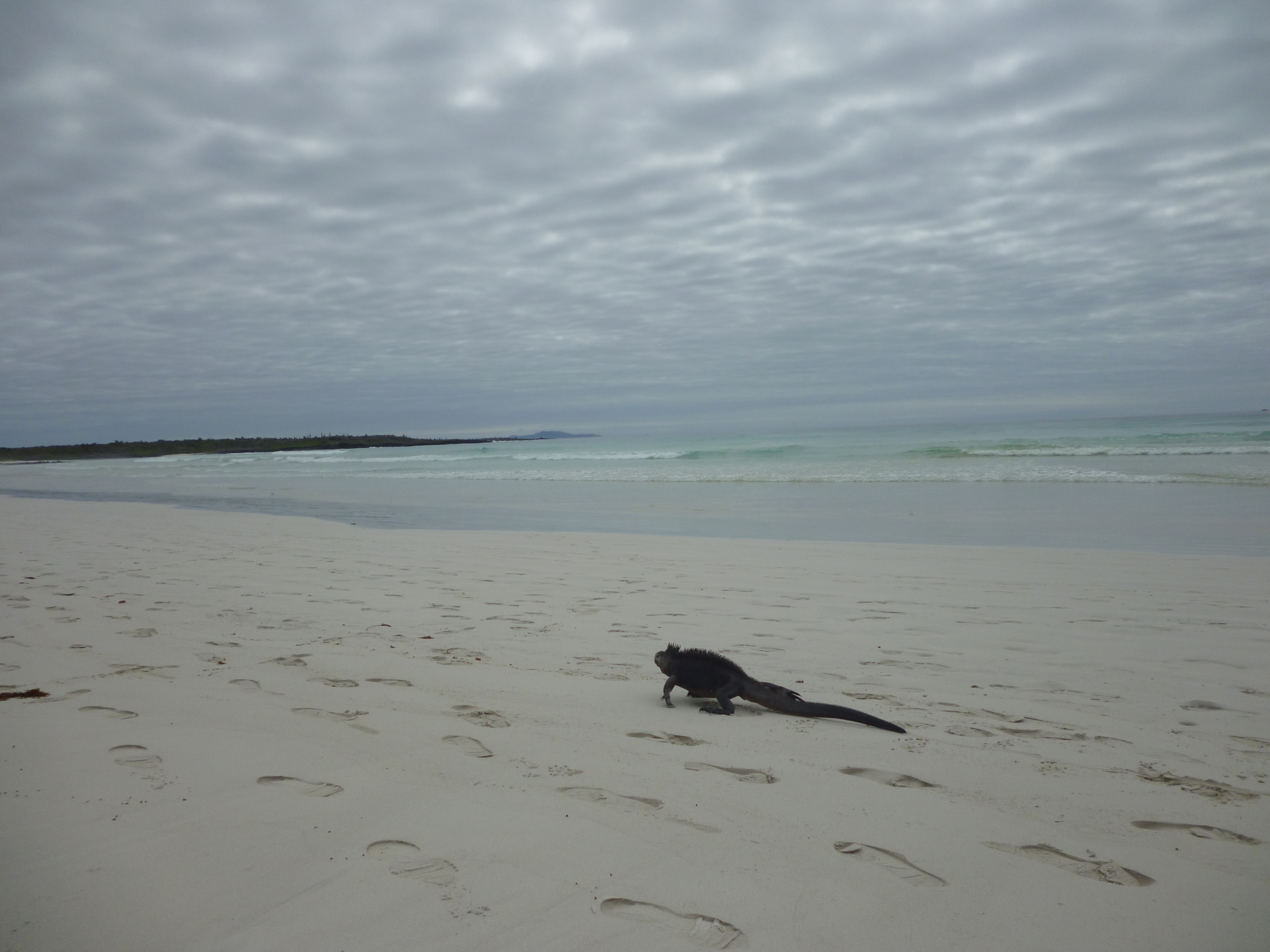